# Reichsstraße 343
Die Reichsstraße 343 (R 343) war bis 1945 eine Staatsstraße des Deutschen Reichs, die auf 1938 annektiertem tschechischem Gebiet lag. Die Straße nahm ihren Anfang in Znojmo (Znaim) an der damaligen Reichsstraße 96 und führte auf der Trasse der jetzigen Silnice I/53 nach Pohořelice (Pohrlitz), wo sie auf die Reichsstraße 96 traf.
Ihre Gesamtlänge betrug rund 39 Kilometer.
Am 23. März 1942 wurde die Strecke Krems–Znaim durch einen Erlass des Generalinspekteurs für das Deutsche Straßenwesen zum Bestandteil der Reichsstraße 343 erklärt.